# Muzeum Śląska Cieszyńskiego
Muzeum Śląska Cieszyńskiego w Cieszynie to jedno z najstarszych muzeów publicznych w Europie Środkowej i najstarsze muzeum publiczne w Polsce, założone przez ks. Leopolda Jana Szersznika w roku 1802.

## Historia
Miejski pałac hrabiów Larischów powstał po wielkim pożarze Cieszyna w 1789 roku. Jan Józef Antoni hrabia Larisch von Mönnich, fundator rezydencji, postanowił wybudować dla siebie siedzibę, która odzwierciedlałby jego status społeczny i majątkowy. W 1796 roku hrabia Jan Larisch kupił mały dom mieszczański, który sąsiadował z domem szlacheckim (przy ówczesnej ulicy Konwiktowej – obecnie przy ul. T. Regera) i był w posiadaniu Larischów od XVIII wieku. Połączenie posesji pozwoliło zrealizować planowaną inwestycję i w latach 1790–1796, wznieść reprezentacyjną rezydencję hrabiego Larischa.
W 1805 roku cesarz Franciszek I podejmował w Cieszynie swych sojuszników – cara Aleksandra I, wielkiego księcia Konstantego, marszałka Kutuzowa i księcia Birona Kurlandzkiego. W tym czasie Pałac Larischów, a w szczególności jego część – tzw. Sala Egipska była miejscem, w którym koncertowano i organizowano bale dla gości. W roku 1809 pałac stał się siedzibą księcia Alberta Sasko-Cieszyńskiego, a następnie arcyksięcia Karola Ludwika Habsburga. W roku 1817 w pałacu gościł cesarz Franciszek I z żoną Karoliną Augustą i z całą świtą. W 1831 roku pałac został sprzedany hrabiemu Filipowi Ludwikowi Saint Genois d’Anneaucourt, który w roku 1839 ufundował budowę trzeciego skrzydła pałacu, zaprojektowanego przez architekta wiedeńskiego Józef Kornhäusla. W skrzydle tym zaprojektowano kolistą stajnię (obecnie znajduje się w niej kawiarnia), nad którą zlokalizowano salę balową zwaną Salą Rzymską.
W 1840 roku pałac odkupił cieszyński adwokat dr Antoni Demel (od tego momentu pałac był określany kamienicą demlowską), a następnie przypadł w udziale późniejszymi burmistrzom Cieszyna – Janowi Demel von Elswehr (synowi Antoniego) i Leonardowi Demel von Elswehr (wnukowi Antoniego). Kamienica demlowska została sprzedana miastu w 1918 roku, aby 21 czerwca 1931 roku stać się siedzibą cieszyńskiego Muzeum Miejskiego. Nowa instytucja została utworzona ze zbiorów publicznego muzeum ks. Leopolda Jana Szersznika (założonego w 1802 roku), etnograficznego Muzeum Śląskiego (założonego w 1903 roku przez Polskie Towarzystwo Ludoznawcze w Cieszynie), mieszczańskiego Muzeum Miejskiego oraz z prywatnych kolekcji.
W 1942 roku, w Muzeum, w Sali Rzymskiej wybuchł pożar, który strawił cały dach i uszkodził wnętrza drugiego piętra. 24 stycznia 1966 roku zostało zamknięte nakazem powizytacyjnym Inspektora Pracy Związków Zawodowych Pracowników Kultury i Sztuki. Po remoncie muzeum wznowiło działalność 1 maja 1969 roku. Z powodu złego stanu technicznego budynku, w 1983 roku zamknięto muzealne ekspozycje i rozpoczęto generalny remont, który objął też przystosowanie pałacu do nowoczesnych potrzeb muzealnych. Restaurację obiektu zakończono w roku 2002.
W roku 2004 Muzeum otrzymało Nagrodę im. Wojciecha Korfantego przyznaną przez Związek Górnośląski.

## Architektura
Budynek pałacu nosi cechy stylu barokowo-klasycystycznego. Dwupiętrowy i trójskrzydłowy obiekt jest murowany z cegły z użyciem kamienia łamanego w piwnicach, potynkowany. Piwnice pałacu są częściowo zamurowane i zostały sklepione kolebkowo. Układ wnętrz jest dwutraktowy. Na parterze znajdują się dwie sienie przelotowe: pierwsza zwieńczona sklepieniem krzyżowo-kolebkowym i kolebkowym z lunetą, druga sklepiona kolebkowo z lunetami. Większość pomieszczeń przyziemia jest sklepiona kolebkowo i żaglasto.
W skrzydle południowym znajduje się dawna stajnia (obecnie kawiarnia) na planie kolistym, o wysokości dwóch kondygnacji, zwieńczona sklepieniem kopulastym z lunetami, wspartym na toskańskiej, kamiennej kolumnie.
Pomieszczenia pierwszego piętra, położone w trakcie frontowym skrzydła północnego są sklepione krzyżowo-kolebkowo i kolebkowo z lunetami, z czterema polami sklepień żaglastych w narożnikach. Pomieszczenie w skrzydle wschodnim jest sklepione kolebkowo. Pomieszczenia na drugim piętrze ze skrzydła północnego i południowego są sklepione nieckowo (w Sali Egipskiej), a pozostałe posiadają sufity.
Klatki schodowe drugiego piętra są wyposażone w kute balustrady z XVIII wieku.
Frontowa elewacja jest siedmioosiowa. Część parterowa jest boniowana i została oddzielona od pięter profilowanym gzymsem. Przez pierwsze i drugie piętro są rozdzielone pionowymi parami smukłych płycin. Na osi budynku znajduje się kamienny portal z pachołkami, który został zwieńczony trójkątnym przyczółkiem z łukiem półkolistym. Dwuskrzydłowa, klepkowa brama z drewna, prowadząca na dziedziniec pochodzi z końca XVIII wieku. Prostokątne okna posiadają profilowane obramienia. Okna drugiego piętra w środkowej są wydłużone i zostały zwieńczone łukiem koszowym. Pomiędzy kolumnami okien zostały umieszczone żłobkowane filunki z motywem łez i rozet.
Elewacja boczna (patrząc od Parku Pokoju) jest dwunastoosiowa. Część parterowa jest oskarpowana, oparta została na resztkach murów obronnych i została oddzielona od pięter gzymsem. Okna drugiego piętra zostały przyozdobione uszatymi, listowymi obramieniami. Pałac został nakryty dwuspadowe, mansardowym i gontowym dachem z lukarnami.
Pomieszczenia drugiego piętra miały charakter reprezentacyjny. Część z nich (osiem pokoi frontowych i korytarz drugiego piętra) zostało ozdobionych klasycystyczna polichromią. Godnymi zapamiętania są: Gabinet Chiński, który został przyozdobiony orientalnymi motywami (smoki, rajski ptak), a także Sala Egipska o charakterze sali balowej. Na malarską dekorację tej drugiej składa się sześć krajobrazów z motywami antycznej architektury egipskiej i scenami rodzajowymi, które zostały ujęte w podziały egipskich kolumn. W krajobrazy został wpleciony i powtórzony motyw Wieży Piastowskiej i Rotundy św Mikołaja w Cieszynie. Jeden z pejzaży posiada polichromię datowaną na rok 1796, którą umieścił tam jej twórca – „malarz akademicki” Józef Mayer. Amfilada salonów mieszczących się na drugim piętrze Pałacu, została uświetniona zespołem klasycystycznych i eklektycznych pieców, mieszczących się w półkolistych niszach.
Do Pałacu od strony północnej przylegał niewielki ogród w stylu francuskim z ośmiobocznym pawilonem (obecny Park Pokoju).

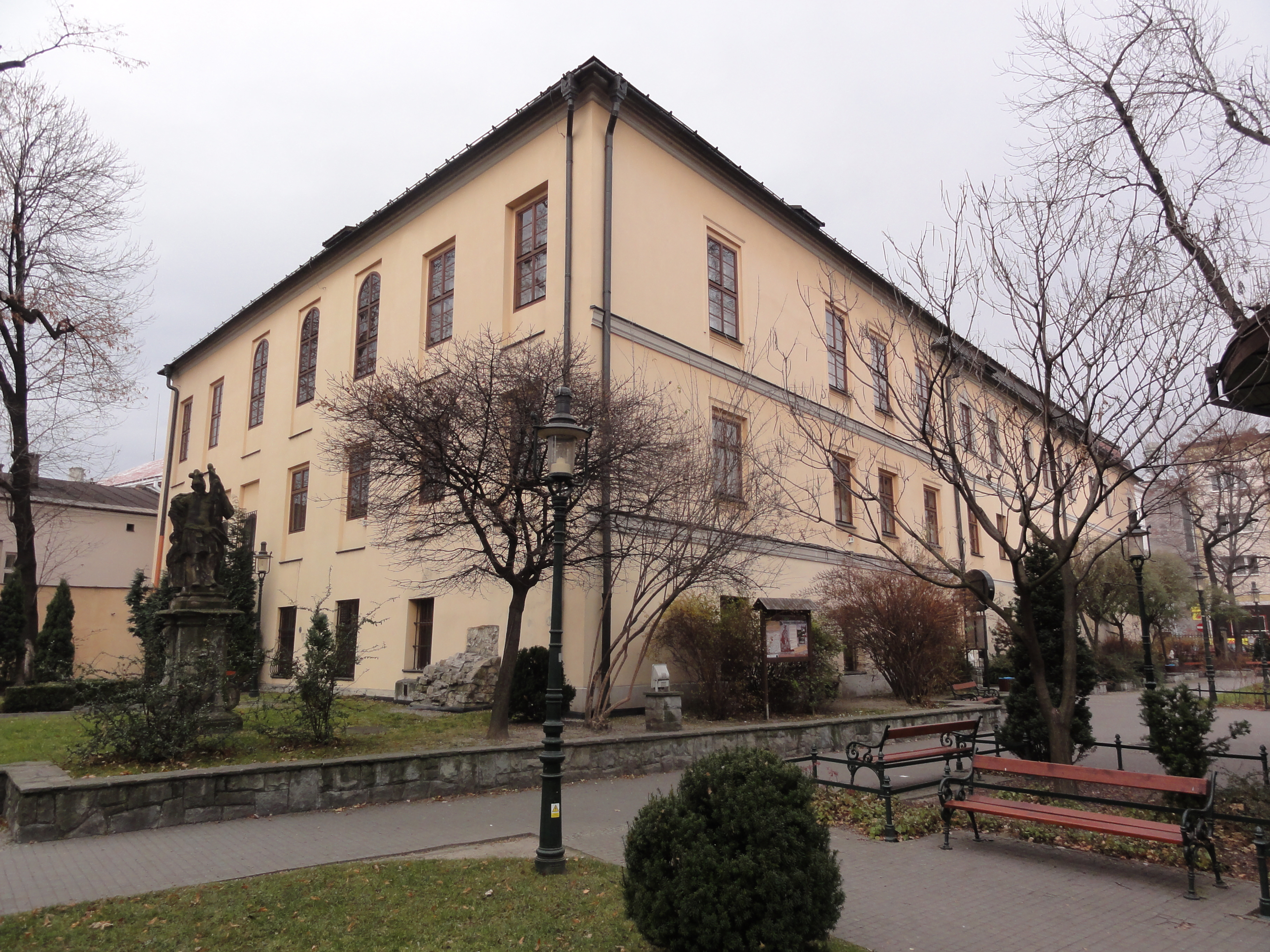
Bryła budynku - widok z Parku Pokoju
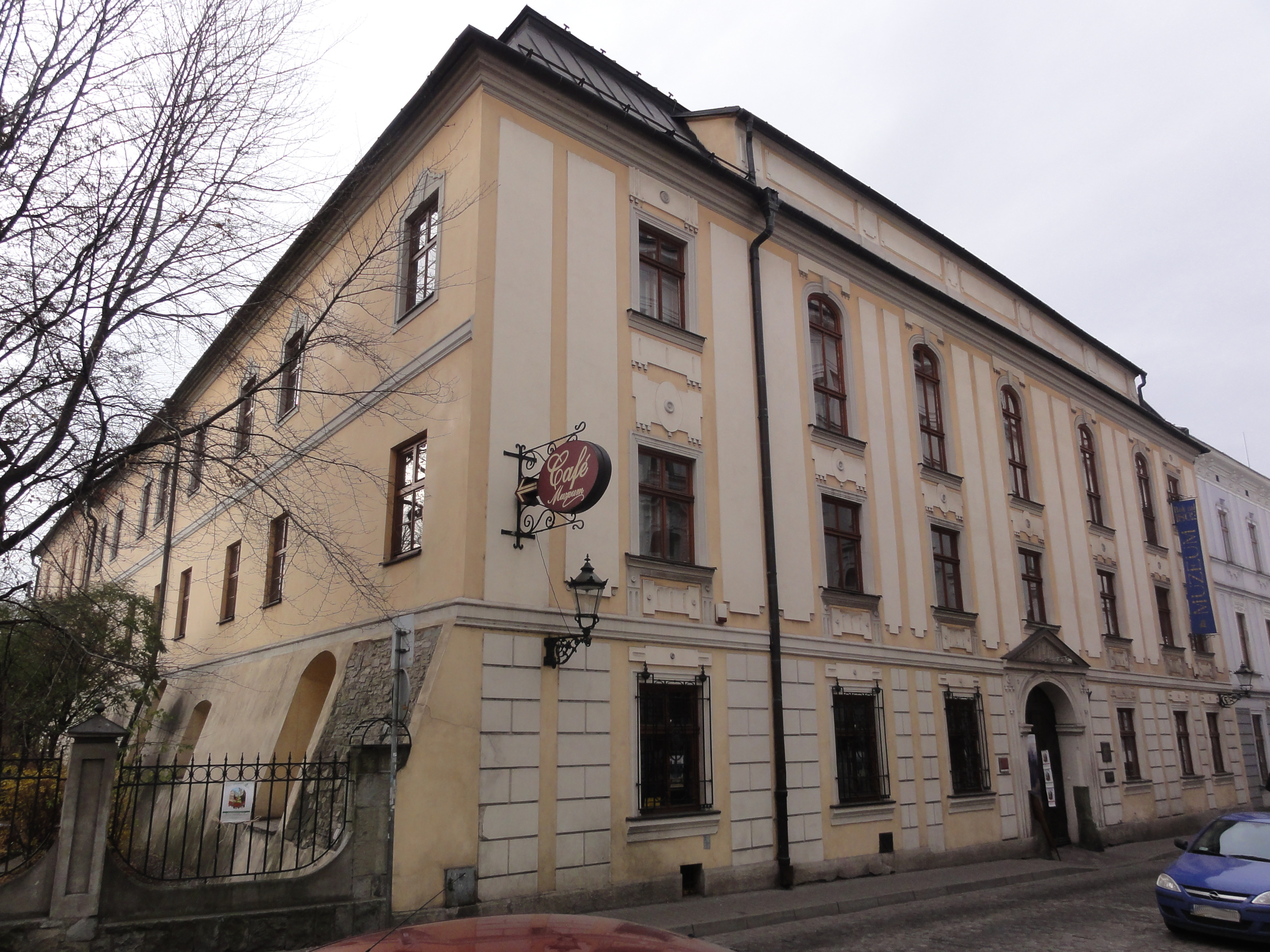
Bryła budynku - widok z ul. Tadeusza Regera
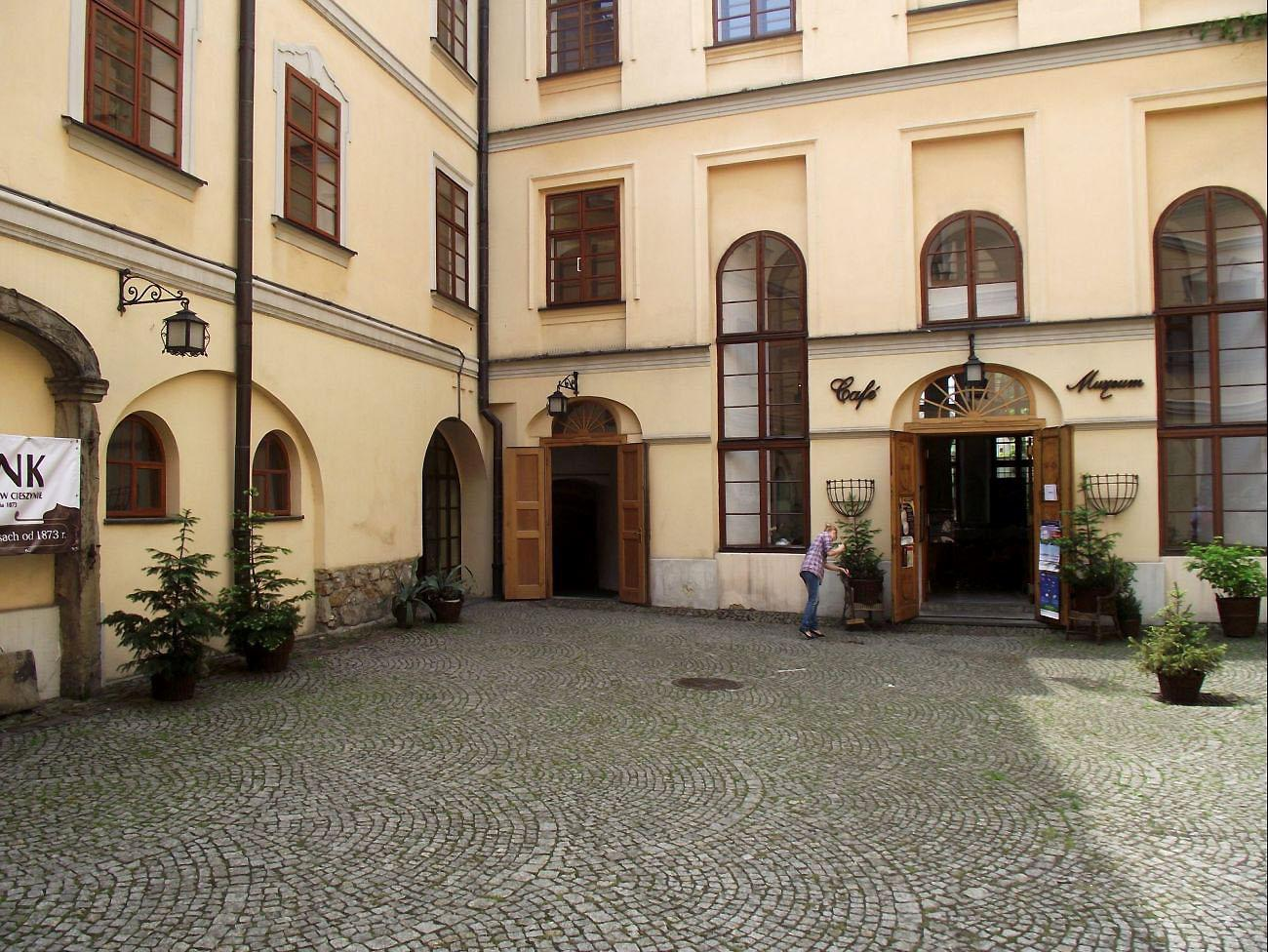
Dziedziniec Muzeum
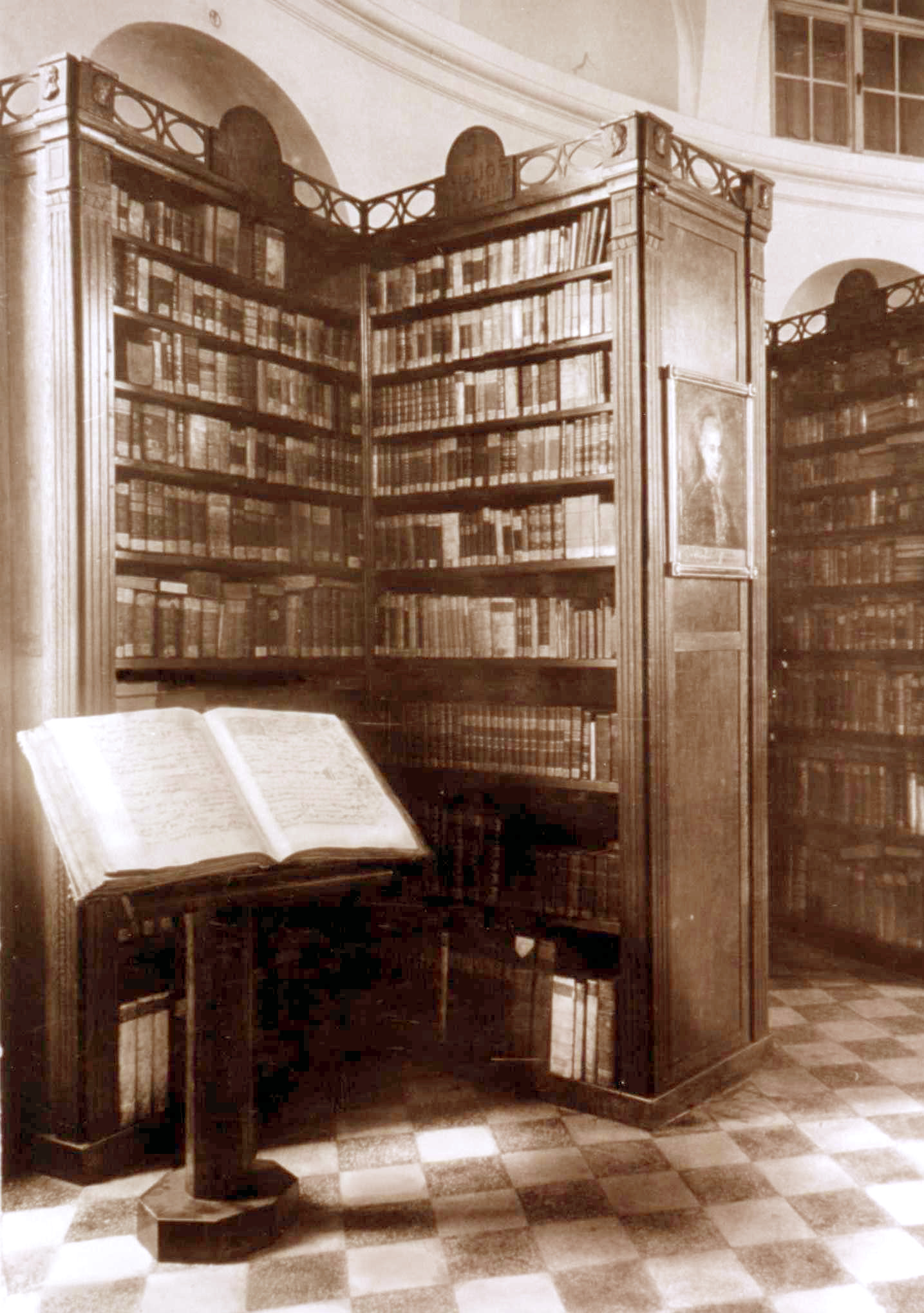
Biblioteka Ks. Szersznika (1935 r.)

## Działy muzeum
Muzeum posiada następujące działy:
- archeologia (oraz zabytki średniowieczne odkryte w centrum miasta) – opiera się na kolekcji Leopolda Szersznika, zaliczanej do tzw. starożytności (zabytki archeologiczne); monety rzymskie oraz gliniane naczynia kultury łużyckiej (1800–1750 lat p.n.e.) w tym: urny popielnicowe z prochami zmarłych, malowane naczynia antycznej Grecji i Rymu, zbiory ks. Bergera (zaliczane do kolekcji szersznikowskiej); groty oszczepów, narzędzia i ozdoby pochodzące głównie z terenu Śląska[7]. Zbiory opierają się też na zabytkach gromadzonych przez Muzeum Miejskie w Cieszynie oraz zabytki zbierane przez Polskie Towarzystwo Ludoznawcze (włączone do muzealnych zbiorów w 1930 r.). W roku 1935 do Dział archeologii powstał w 1969 r. za przyczyną Towarzystwa Miłośników Regionu, które powołało w Cieszynie tzw. Towarzystwo Kopidołów i Inszej Maści Dziurołazów. Członkowie tego towarzystwa przyczynili się do licznych odkryć archeologicznych na terenie starego miasta[7]. Pozostałe materiały pochodziły z badań wykopaliskowych na Górze Zamkowej w Cieszynie, grodzisk w Międzyświeciu i Starym Bielsku.
- etnografia – składa się z 6415 eksponatów, z których większość została odziedziczona po działającym od 1901 r. Polskim Towarzystwie Ludoznawczym, jak również istniejącym od 1931 roku Towarzystwie Przemysłu Ludowego i Domowego w Cieszynie. Wśród eksponatów można wyróżnić skrzynie i szafy malowane, obrazy na szkle, sztukę odpustową, elementy strojów ludowych wraz z biżuterią, ceramika ludowa i przedmioty codziennego użytku[8].
- fotografia – został wyodrębniony w roku 1981 z ok. 20 tysięcy eksponatów, na który składają się fotograficzna ikonografia Cieszyna i Śląska Cieszyńskiego, portrety mieszczańskie, cieszyńska fotografia warsztatowa, szklane klisze negatywowe, zdjęcia stereoskopowe, widokówki, oraz sprzęt fotograficzny, ramy fotograficzne i albumy. Zbiory Działu Fotografii Muzeum Śląska Cieszyńskiego ukazują szeroką, ponad stosześćdziesięcioletnią, panoramę dziejów fotografii na Śląsku Cieszyńskim. Ilustrują też krajobraz, kulturę, ludzkie historie oraz przemiany dokonujące się w tej części Europy. Zbiory pochodzą z kolekcji zapoczątkowanej przez Oskara Weismanna, twórcę założonego w 1901 roku Muzeum Miejskiego. Kolejne zbiory pochodziły z darów cieszyńskich mieszczan i kolekcjonerów i obejmowały dagerotypie, ambrotypie, ferrotypie, pannotypie oraz zdjęcia wykonywane współcześnie, jako dokumentacja ówczesnych czasów. Do niemniej interesujących zbiorów należy 1500 fotograficznych portretów niemal wszystkich warstw społecznych i zawodowych mieszkańców Cieszyna z lat 1860–1900. Część zbiorów stanowią ilustracje etnograficznej kolekcji Muzeum Śląskiego, pozyskane z Polskiego Towarzystwa Ludoznawczego w Cieszynie. Dalszą część zbiorów stanowi ok. 400 fotografii katalogowo-muzealnych dokumentujących rozwój cieszyńskiej ekspozycji muzealnej. W latach międzywojennych do zbiorów Muzeum trafił zespół fotogramów Muzeum Macierzy Szkolnej w Orłowej, który dokumentował polskie szkolnictwo, życie kulturalne i oświatowe oraz kulturę ludową na Śląsku zaolziańskim[8].
- historia – liczy prawie 14 tysięcy eksponatów, powstał na początku XX wieku siedemdziesiątych lat, dotyczył historii Śląska Cieszyńskiego w oparciu o kolekcję założyciela muzeum – księdza Leopolda Jana Szersznika, i kolejne eksponaty z ostatnich dwustu lat. W zbiorach znajdują się m.in.: tłoki i pieczęcie Cieszyna i innych, miast (począwszy od średniowiecznych), odznaki różnych stowarzyszeń, medale i odznaczenia wojskowe, medale pamiątkowe, plakaty i afisze, mundury, kolekcja banknotów, militaria, kolekcja sztandarów historycznych[8].
- kartografia – składa się z 3456 pozycji i obejmuje mapy i plany powstałe od 2. połowy XVI wieku do czasów współczesnych. Dział powstał na podstawie kolekcji księdza Szersznika oraz zbiorów Towarzystwa Ludoznawczego, Muzeum Miejskiego i cieszyńskiego bibliofila Wincentego Zająca. Do najstarszych obiektów należą miedziorytnicze mapy m.in. nieba, świata, Europy, krajów monarchii austriackiej, Śląska i Polski. Ponadto w zbiorze znajdują się XIX-wieczne mapy katastralne Cieszyna, rękopiśmienne i drukowane mapy poszczególnych części Śląska Cieszyńskiego oraz polskie, austriackie, niemieckie i czeskie mapy i atlasy Polski i Europy[8].
- naukowo-oświatowy – został utworzony w latach 80. Dział ten organizuje szeroko pojmowane akcje oświatowe, do których zaliczane są m.in. współpraca ze szkołami i placówkami oświatowymi z terenu Cieszyna i spoza miasta, przygotowywanie i prowadzenie lekcji muzealnych oraz organizacja odczytów, prelekcji i dyskusji dotyczących działalności muzeum i prezentowanych wystaw[7].
- sztuka – obejmuje ponad 9 000 eksponatów, na które składa się głównie kolekcja ks. L.J.Szersznika, Muzeum Miejskiego, Brunona Konczakowskiego, Polskiego Towarzystwa Ludoznawczego (oraz eksponaty pozyskane i nabyte przez Muzeum) i są to: obrazy, rzeźby, grafiki, rysunki i rzemiosło artystyczne. Z kolekcji ks. Szersznika pochodzi księgozbiór, minerały i przedmioty z dziedziny przyrody, zaliczane do najcenniejszych zbiorów. W okresie międzywojennym Muzeum pozyskało eksponaty sakralne pochodzących z cieszyńskich i okolicznych kościołów: obrazy ołtarzowe i rzeźby z Ogrodzonej, Kisielowa, Puńcowa, Ochab, Lesznej, Stonawy oraz niektórych kościołów cieszyńskich[8].
- technika – liczy ponad 800 eksponatów, takich jak narzędzia kuchenne, instrumenty muzyczne, maszyny do pisania, lampy itd. Do ciekawszych eksponatów jest zaliczany angielski bicykl, wyprodukowany około 1880 roku. Większa część eksponatów pochodzi ze zbiorów ks. L.J. Szersznika, z których część była przez niego używana (instrumenty naukowe i astronomiczne – np. niderlandzki globus nieba, datowany na 1602 rok)[8].

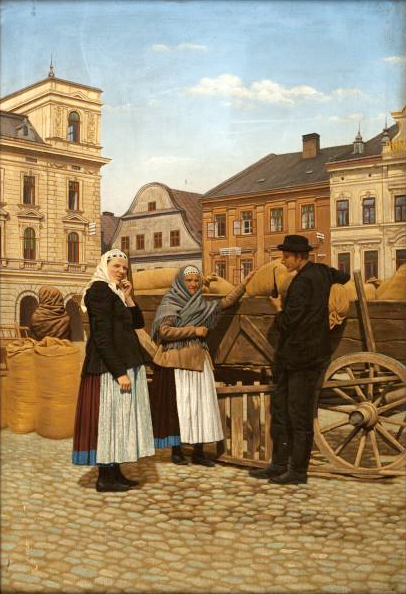
Józef Raszka, Włościanie na rynku w Cieszynie, pocz. XX w.
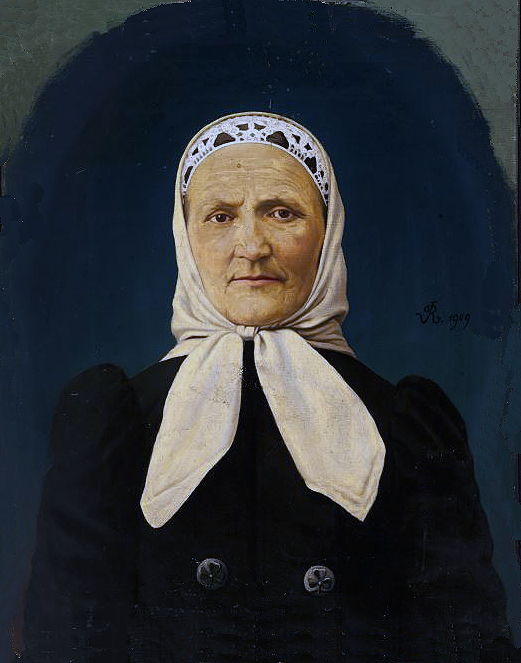
Józef Raszka, Anna Raszka w stroju cieszyńskim, 1909
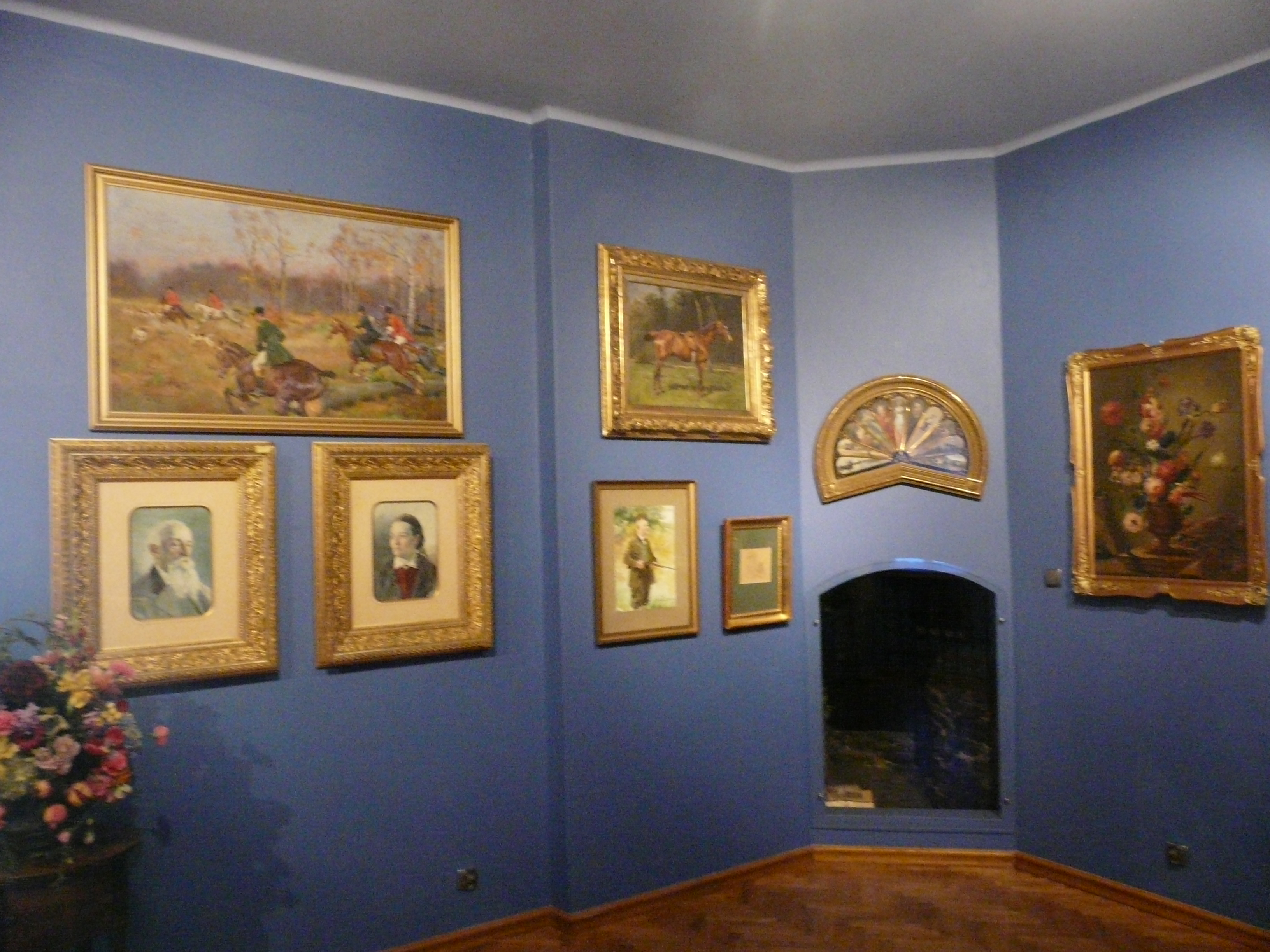
Fragment ekspozycji
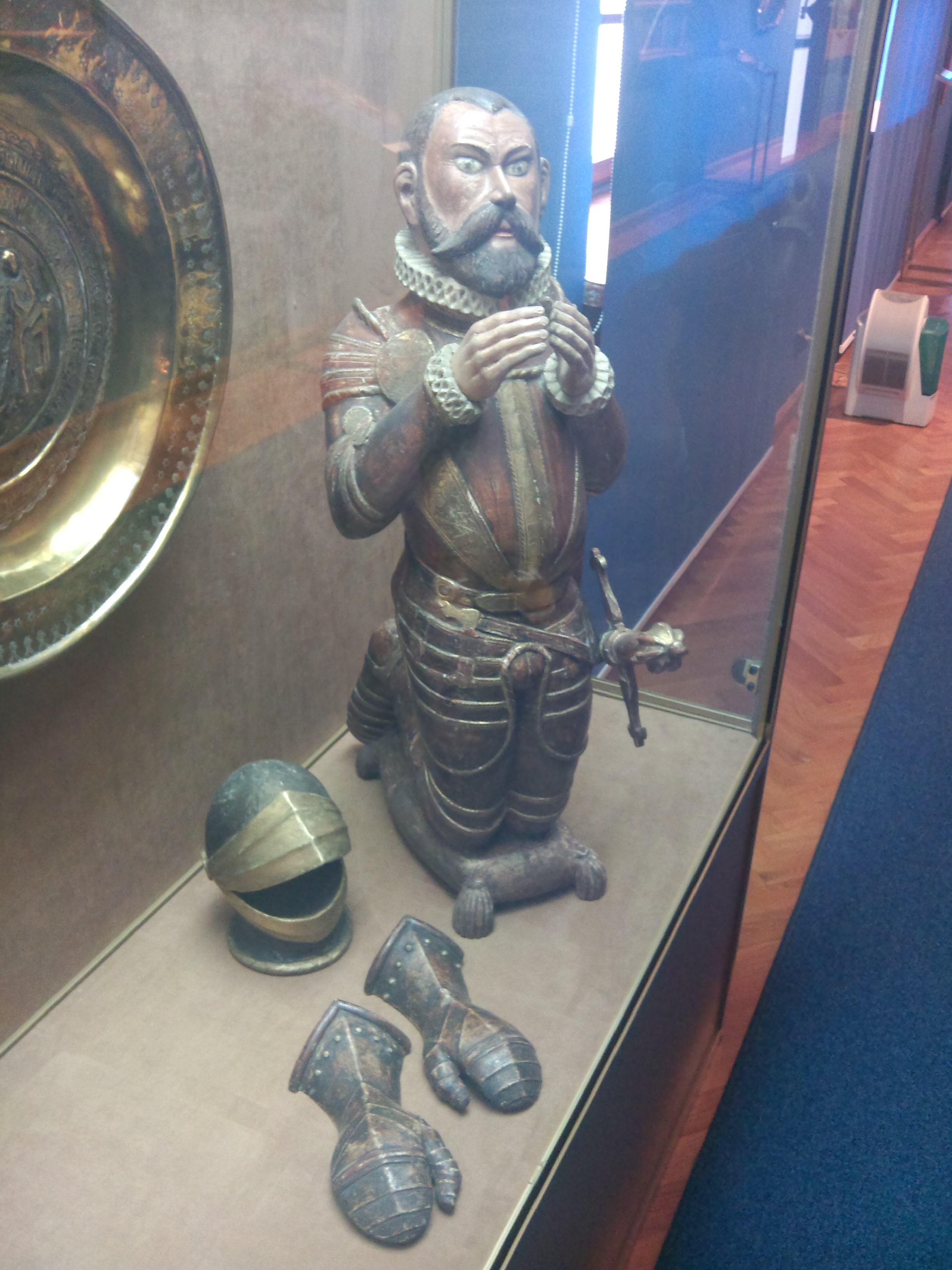
Fragment ekspozycji
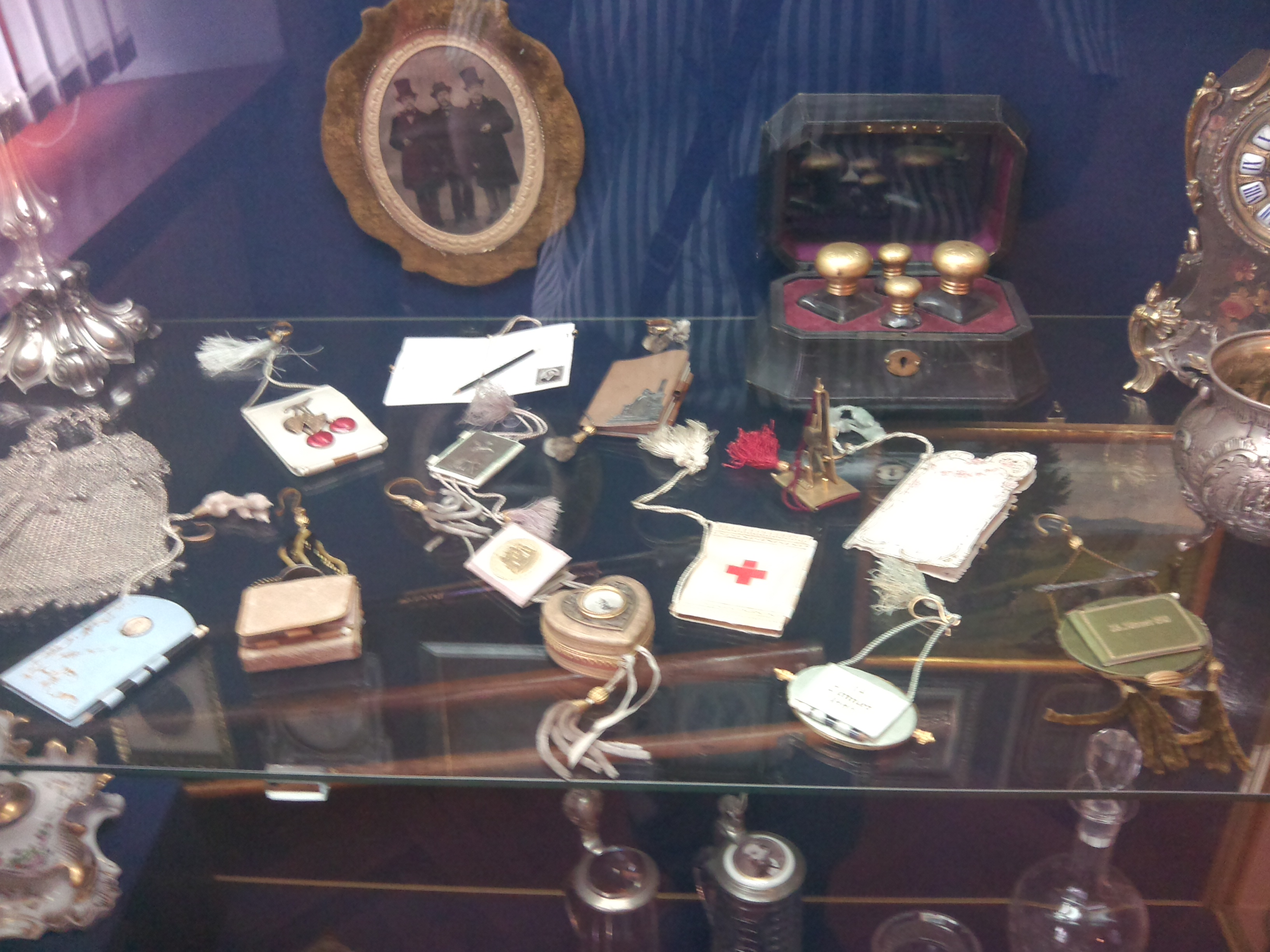
Fragment ekspozycji
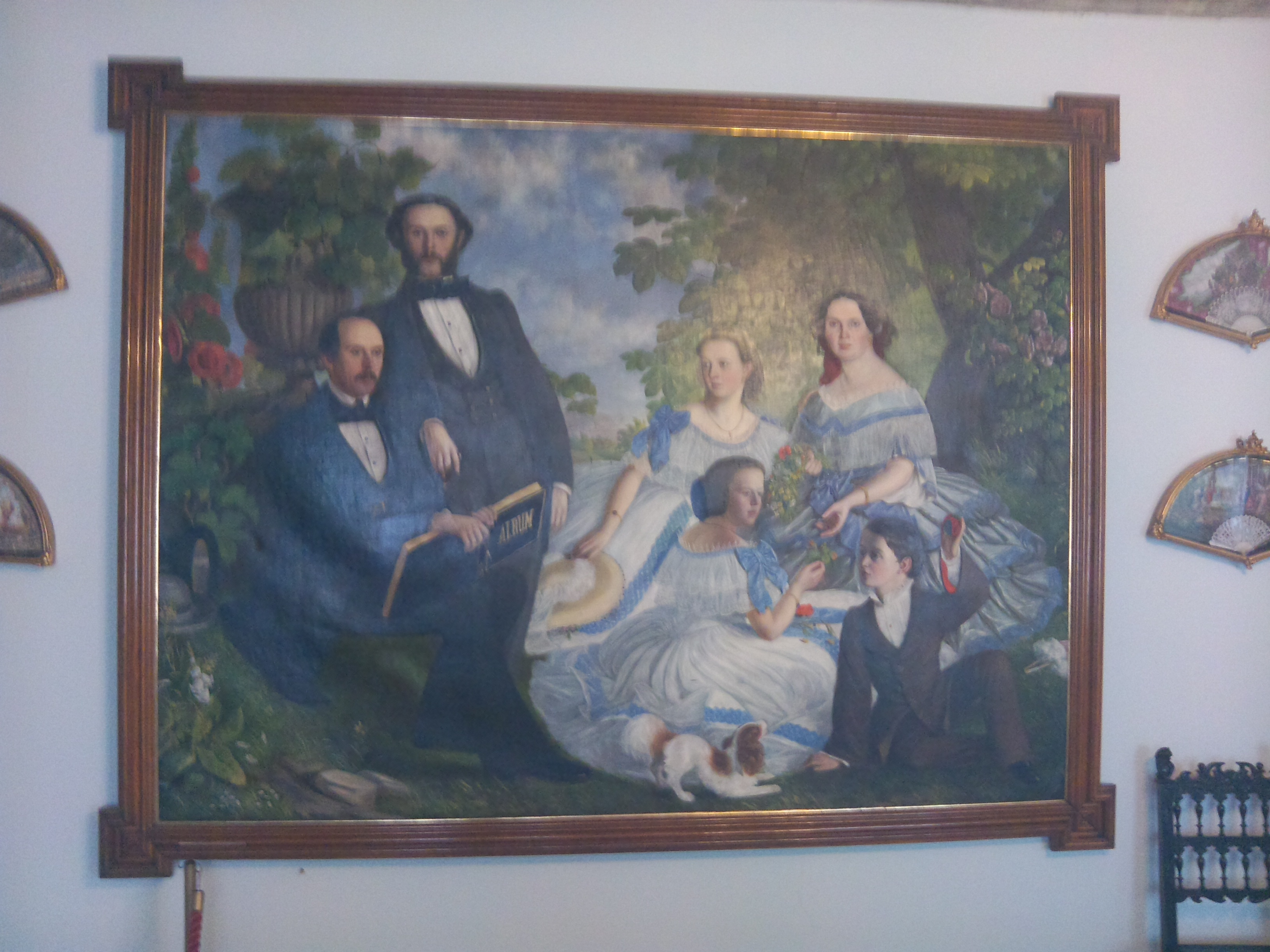
Fragment ekspozycji
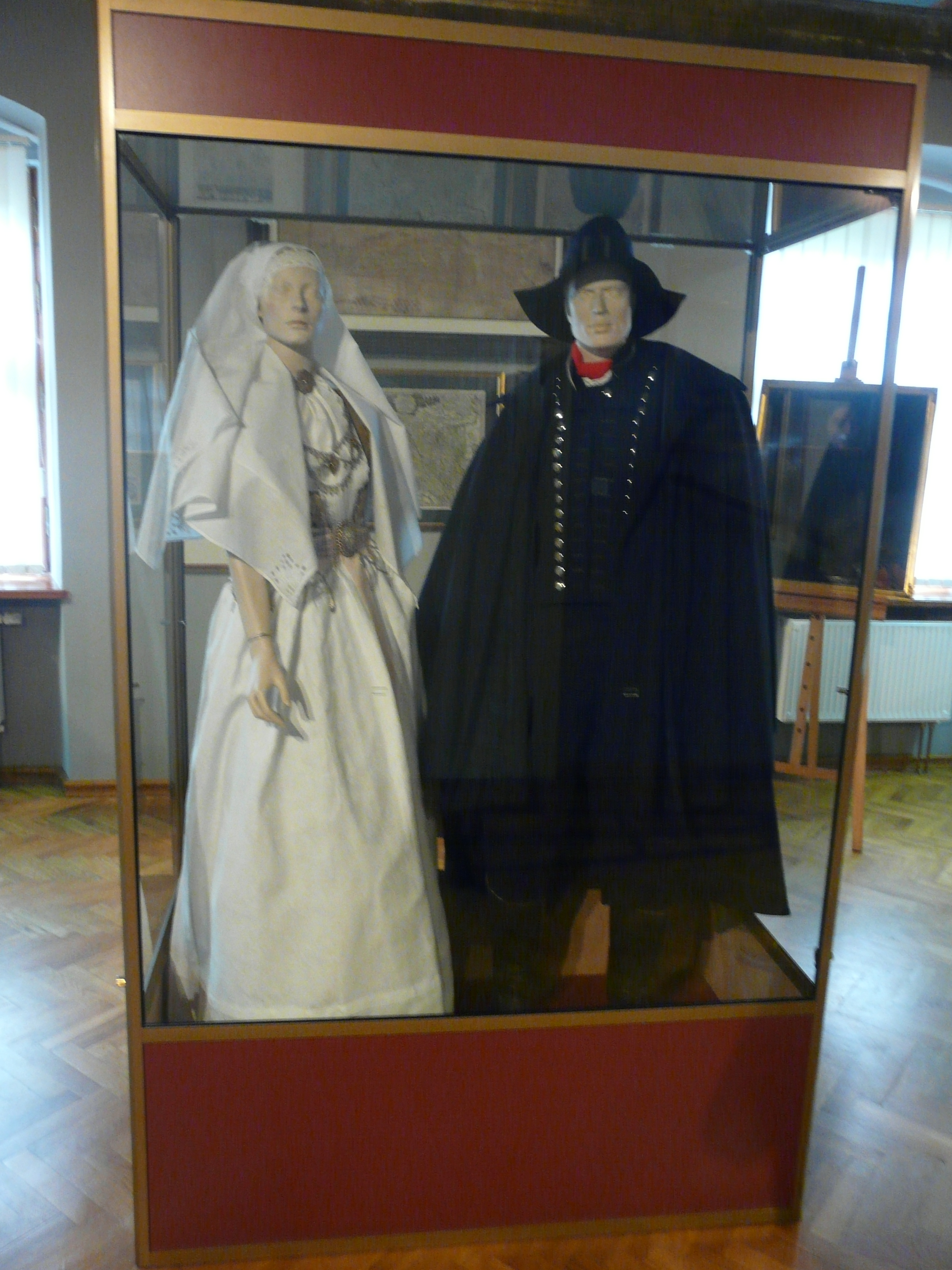
Fragment ekspozycji
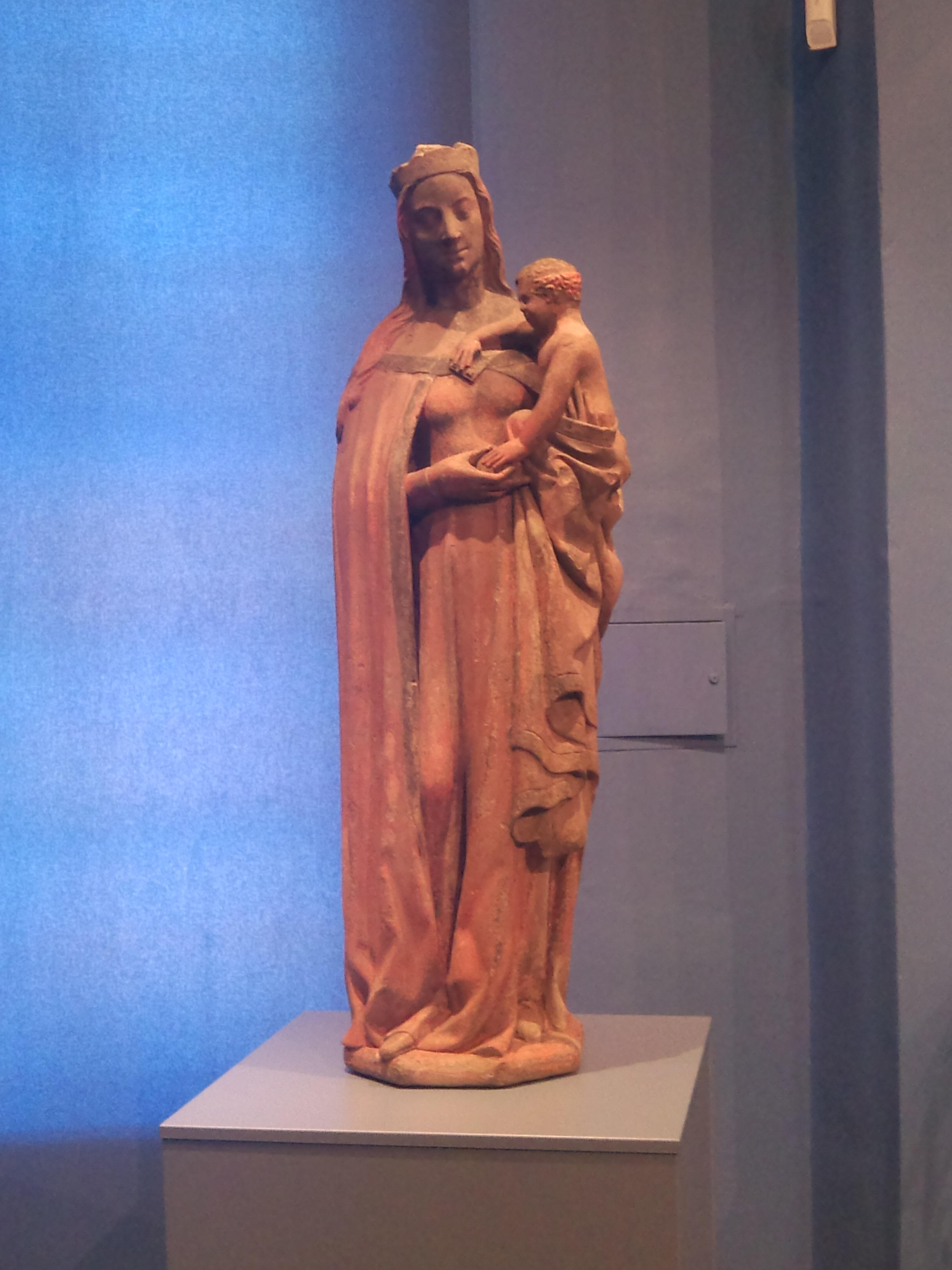
Madonna z Dzieciątkiem ze Starego Targu, ok. 1380
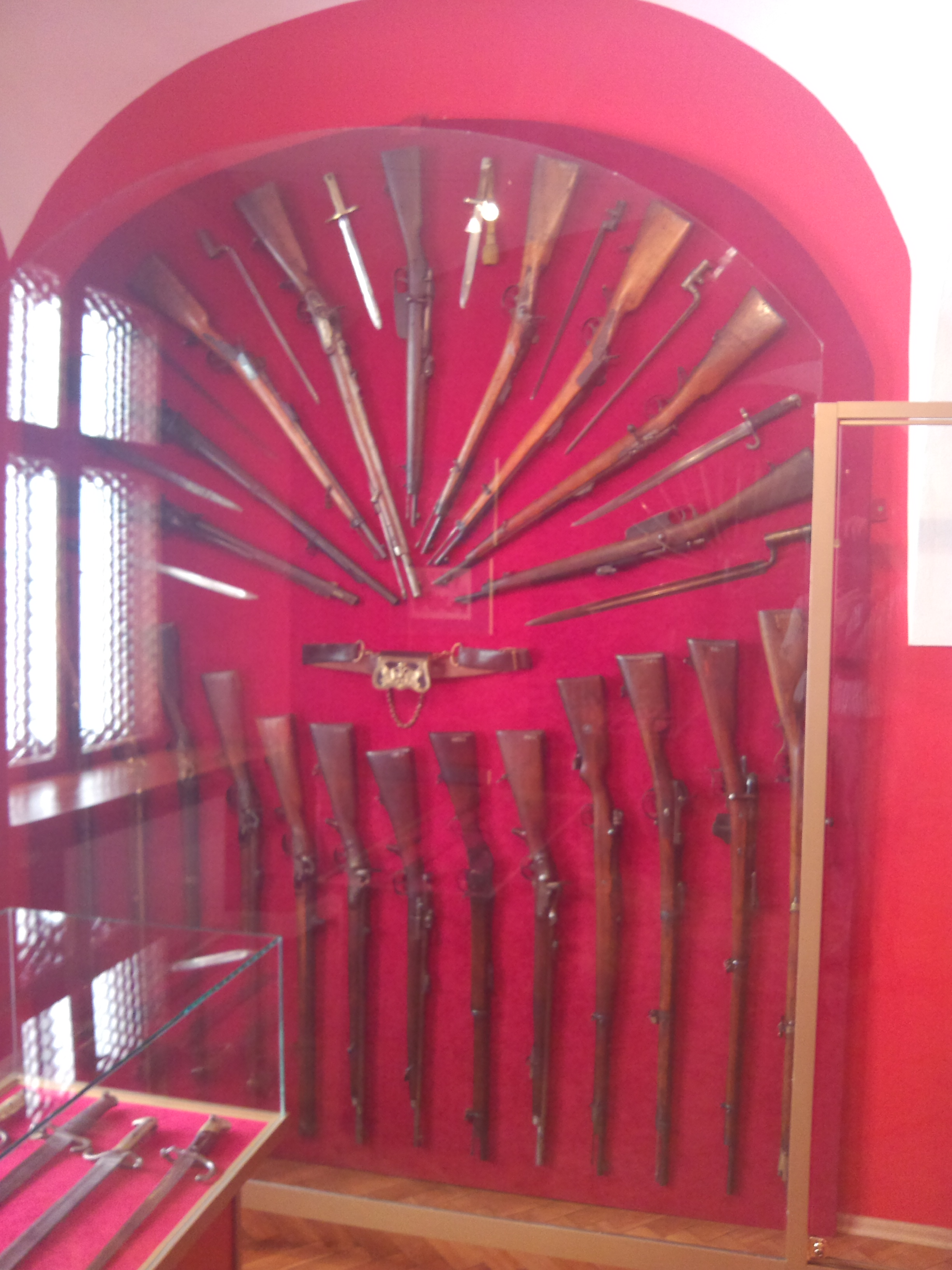
Ekspozycja broni palnej
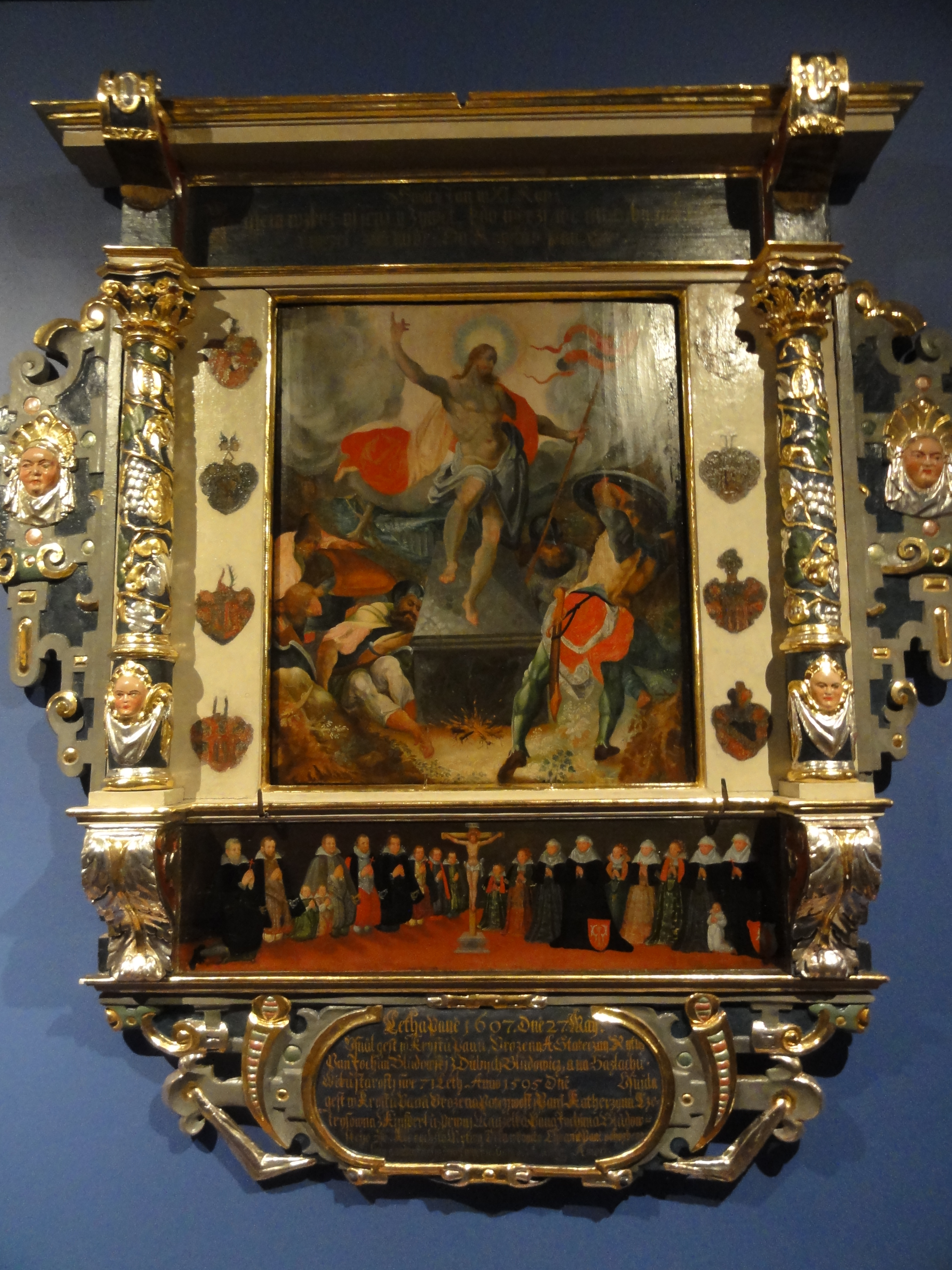
Epitafium Bludowskich, 1620

## Wystawy stałe
Do części stałej ekspozycji należy wystawa Sztuka gotyku i renesansu, na którą składają się zabytki malarstwa i rzeźby z okresu od XIV do połowy XVII wieku. Zbiory, z których składa się wystawa stanowiły wcześniej wystrój tutejszych kościołów. Należą do nich m.in.: retabulum z Puńcowa, Ogrodzonej, Kamienicy, obrazy z cieszyńskiego zamku, kościoła w Lesznej, cieszyńskiego kościoła Św. Trójcy, epitafia rodziny Bludowskich, Reisów czy Jana Żywieckiego, rzeźby kamienne i drewniane. Przeważająca część zbiorów nie była dotychczas eksponowana ze względu na wymogi konserwatorskie. Wystawa ta została otwarta 22 maja 2016 roku.
Stała ekspozycja zatytułowana Na skrzyżowaniu dziejów i kultur mieści się na drugim piętrze Muzeum i zajmuje powierzchnię ponad 1000 m². Obejmuje ona okres od prehistorii do końca II wojny światowej. Ekspozycje otwierają zbiory archeologiczne przedstawiające najstarsze dzieje Cieszyna i Śląska Cieszyńskiego. Kolejne zbiory są związane z okresem piastowskim, okresem panowania Habsburgów. Część ekspozycji jest związana z kształtowaniem się roli szlachty i mieszczaństwa na przestrzeni wieków oraz znaczeniem cechów rzemieślniczych oraz rozwoju przemysłu w XIX i początkach XX wieku. Pozostałe zbiory wpisujące się w chronologię wystawy dotyczą m.in. powstania Rady Narodowej Księstwa Cieszyńskiego, wojny polsko-czeskiej, podziału miasta w 1920 r., wydarzenia roku 1938 i okres II wojny światowej. Osobna część wystawy stanowi ekspozycja poświęcona ks. Janowi Leopoldowi Szersznikowi – założycielowi Muzeum oraz militaria, umieszczone w zbrojowni mieszczącej się na pierwszym piętrze.

## Biblioteka Naukowa Muzeum Śląska Cieszyńskiego
Biblioteka Naukowa Muzeum Śląska Cieszyńskiego powstała jako biblioteka muzealna wraz z założeniem w 1901 roku. W 1960 r. z Muzeum przekazano część zbiorów nowo utworzonemu Oddziałowi Zabytkowego Biblioteki Śląskiej (obecnie Książnica Cieszyńska). Do najcenniejszych zbiorów należą inkunabuły i stare druki – fragment księgozbioru znanego cieszyńskiego kolekcjonera Brunona Konczakowskiego oraz biblioteka nauczyciela Wincentego Zająca. Biblioteka muzealna ma charakter księgozbioru podręcznego dla poszczególnych działów Muzeum; archeologii, historii, techniki, historii sztuki, fotografii. zawiera też opracowania dotyczące historii Śląska i Śląska Cieszyńskiego. Na zasoby biblioteczne składają się: ponad 24 000 ksiąg, 370 starodruków (w tym 21 inkunabułów), oraz kilkaset tytułów czasopism.

## Działalność muzeum
W muzeum są organizowane lekcje muzealne, które są związane z następującymi dziedzinami nauki:
- Etnografia: garncarstwo ludowe – techniki wykonywania i zdobienia, strój cieszyński i górali Beskidu Śląskiego, skrzynie malowane i ryzowane – techniki zdobnicze stosowane przy wykonaniu mebli ludowych, obrzędy i zwyczaje
- Sztuka: najstarsza sztuka na Śląsku Cieszyńskim, muzeum ks. J.L. Szersznika, mieszczanie cieszyńscy – życie codzienne, techniki artystyczne, europejskie rzemiosło artystyczne – na podstawie kolekcji B. Konczakowskiego, rezydencje szlachty cieszyńskiej na przestrzeni wieków
- Historia: Księstwo cieszyńskie w średniowieczu, władcy cieszyńscy: Piastowie i Habsburgowie, szlachta i jej rola w dziejach Śląska Cieszyńskiego, złoty wiek Cieszyna, czyli rozwój urbanistyczny, gospodarczy i społeczny miasta u progu XX w., podział Cieszyna i Śląska Cieszyńskiego w 1920 r., od euforii po dramat – Śląsk Cieszyński w I połowie XX w., Cieszyn i Śląsk Cieszyński w starej fotografii

Muzeum Śląska Cieszyńskiego jest głównym organizatorem Cieszyńskiej Nocy Muzeów. Cieszyńska Noc Muzeów odbywa się w maju, tydzień po krakowskiej czy katowickiej edycji.
Raz w roku, kustosz Muzeum Śląska Cieszyńskiego – Mariusz Makowski, oprowadzał chętnych po Cieszyńskim Szlaku Kwitnących Magnolii. Szlak powstał w 2001 roku dzięki inicjatywie kustosza. Po śmierci Mariusza Makowskiego, spacery przejęli inni pracownicy Muzeum. Spacer odbywa się wiosną (termin jest uzależniony od okresu kwitnienia roślin) i prowadzi trasą długości około 1 kilometra, wzdłuż 11 punktów.
Od 2003 roku na dziedzińcu Muzeum Śląska Cieszyńskiego oraz we wnętrzach kawiarni Cafe Muzeum (mieszczącej się dawnej pałacowej stajni), organizowane są tzw. kiermasze artystyczne. Odbywają się kilka razy w grudniu, przed świętami Bożego Narodzenia.
Na terenie dziedzińca Muzeum i Parku Pokoju jest organizowana wrześniowa, cykliczna impreza plenerowa pn. Cieszyński przekładaniec – czyli co z tą tradycją? Wydarzenie jest kierowane do dzieci i młodzieży i przybliża niektóre tradycje Śląska Cieszyńskiego.

## Oddziały muzeum
Oprócz wystawy stałej Na skrzyżowaniu dziejów i kultur Muzeum organizuje wystawy czasowe o różnorodnej tematyce.
Oddziały Muzeum znajdują się w:
- Górkach Wielkich (Muzeum Zofii Kossak-Szatkowskiej w Górkach Wielkich)
- Skoczowie (Muzeum im. Gustawa Morcinka)
- Wiśle (Muzeum Beskidzkie im. Andrzeja Podżorskiego)

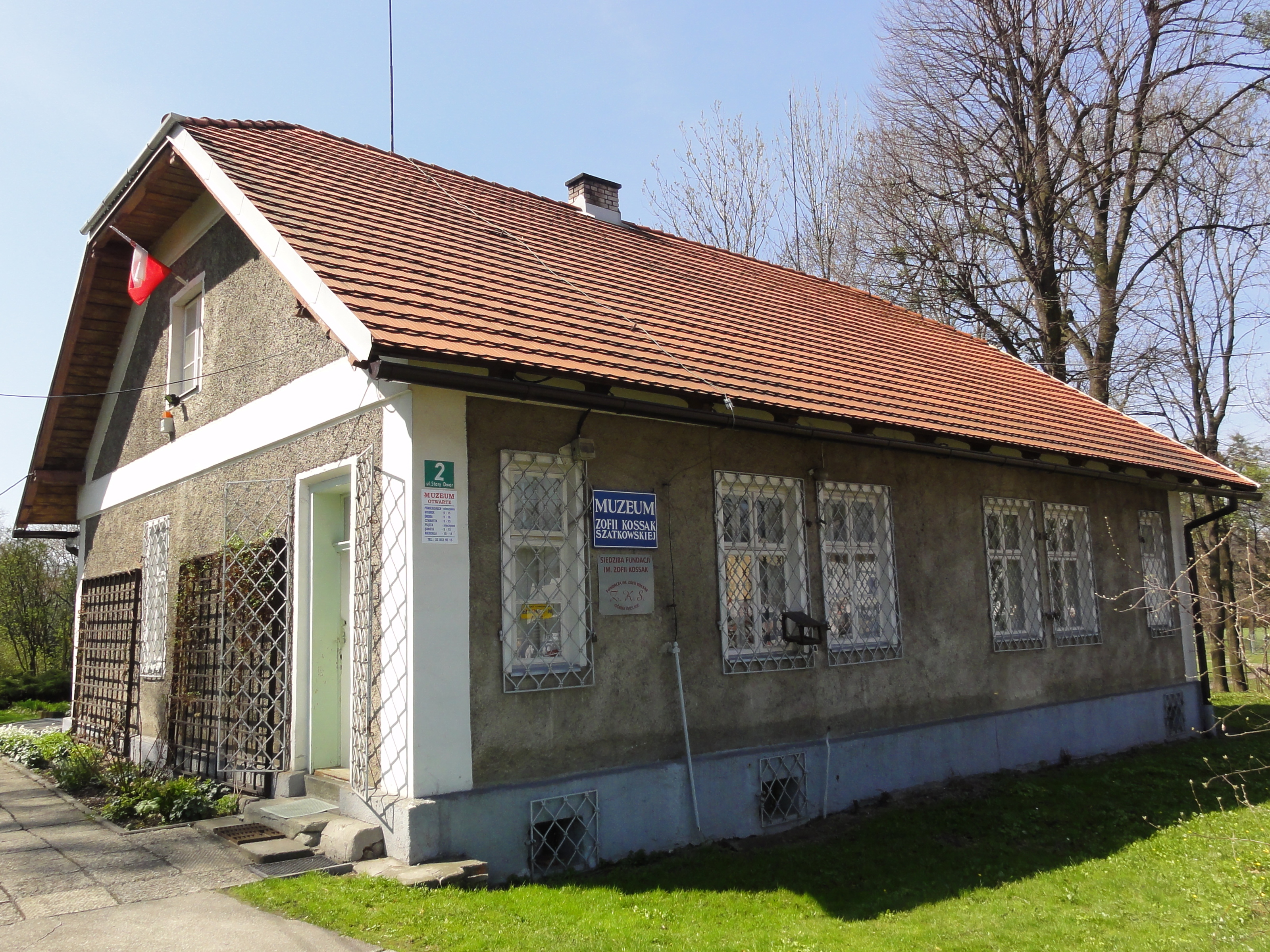
Muzeum Zofii Kossak-Szatkowskiej
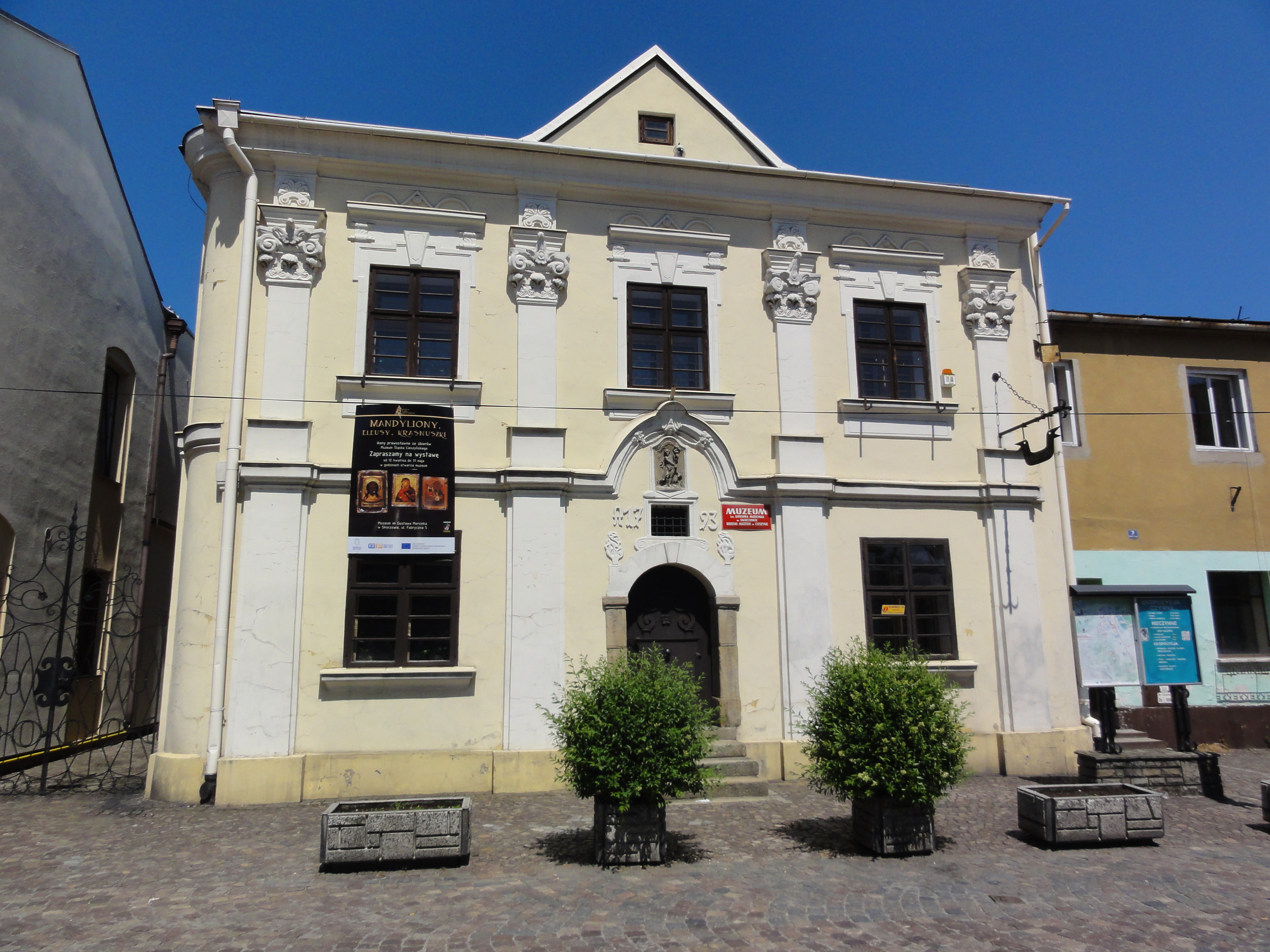
Muzeum im. Gustawa Morcinka
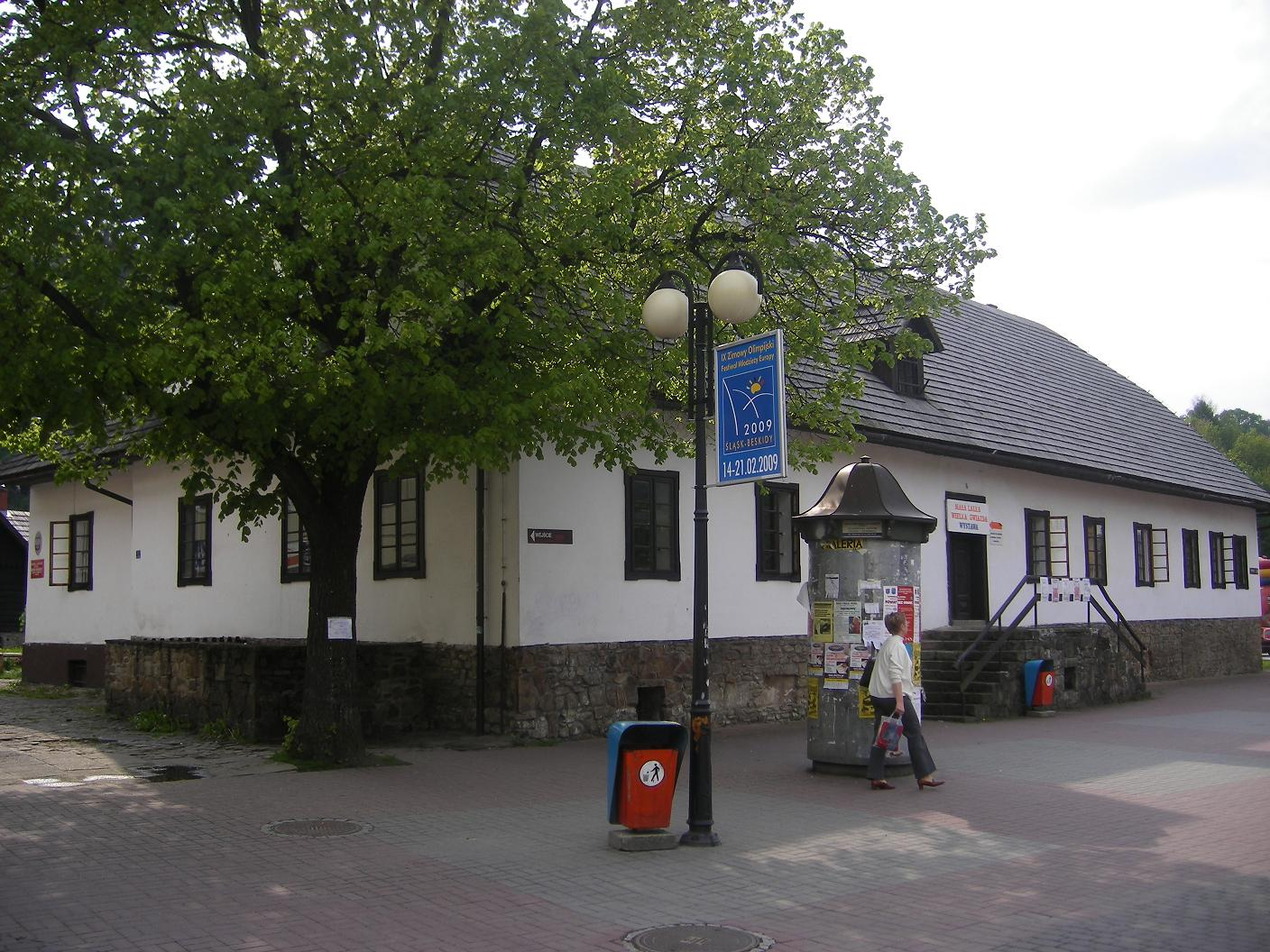
Muzeum Beskidzkie im. Andrzeja Podżorskiego
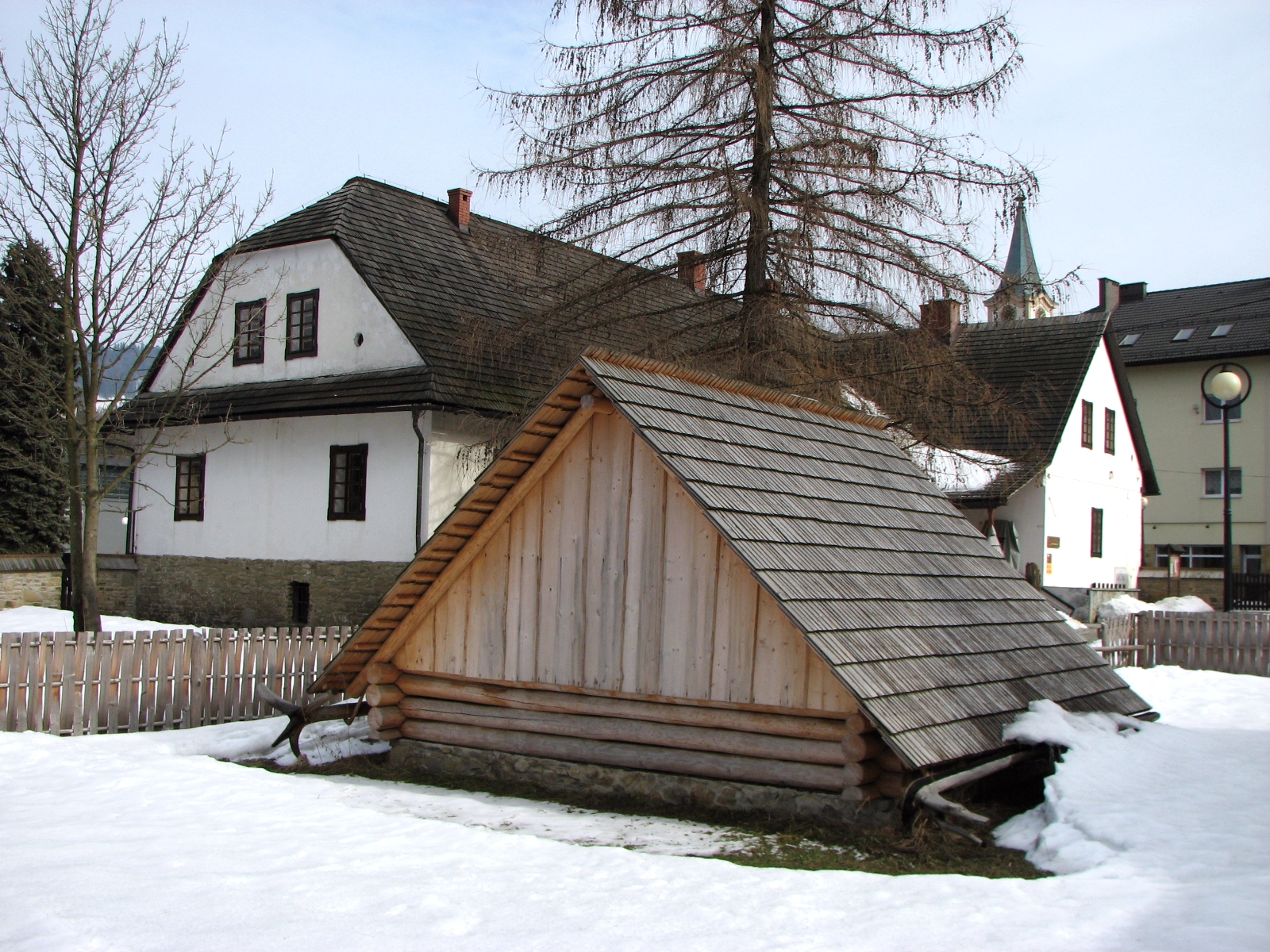
Muzeum Beskidzkie, na pierwszym planie rekonstrukcja szałasu pasterskiego